# Alice Hoffman
Alice Hoffman (ur. 16 marca 1952 w Nowym Jorku) – amerykańska pisarka.
Wychowywała się na Long Island. Szkołę średnią ukończyła w 1969. Zapisała się na Adelphi University, gdzie otrzymała bakalaureat. Następnie dostała Mirrellees Fellowship do Creative Writing Center na Stanford University. Po dwuletnich studiach (1973-1974) uzyskała magisterium w zakresie creative writing. Mieszka w Bostonie i Nowym Jorku.
Napisała ponad trzydzieści książek. Jej trzy powieści Practical Magic (1995) – Totalna magia, The River King (2000) – Król rzeki, oraz Aquamarine (2006) – Akwamaryna zostały sfilmowane.